# オーギュスタン・ショーフラー
オーギュスタン・ショーフラー (Augustin Schoeffler または Schœffler, 1822年-1851年) はフランスの聖人であり、カトリック教会の殉教者であり、パリ外国宣教会の会員である。
ロレーヌの司祭であった彼は、1846年にパリ外国宣教会に加わった。彼はインドシナで宣教師として働き、1847年から1851年の間にトンキン（ベトナム北部）で殉教した2人のフランス人宣教師のうちの1人である。
祝日は5月1日（フランスの現地では5月2日）である。

## 経歴

### 出生および教育

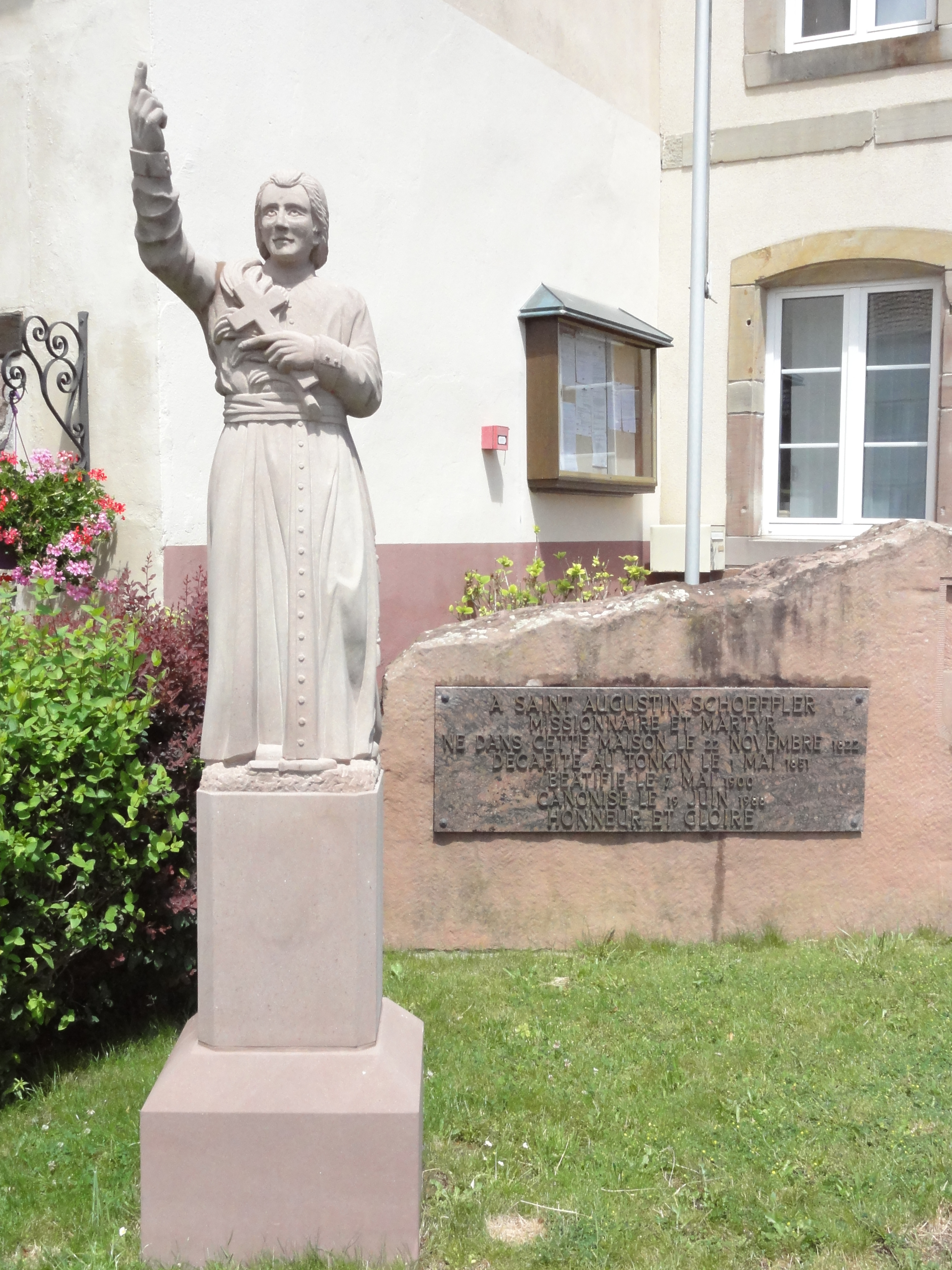
フランス・ミッテルブロンにある、聖オーギュスタン・ショーフラーの生家および像

オーギュスタン・ショーフラーは、1822年11月22日にムルト県ムルト州（1871年にドイツ帝国に併合され、1918年からモゼル県になった）のプラットフォン村ミッテルブロンで生誕した。
彼は翌日洗礼を受けた。1834年から1842年まで、ポンタ＝ムッソンの小神学校とファルスブールのコレージュで学んだ。
1842年から1846年まで、ショーフラーはナンシーの大神学校でニコラ・クリックとともに哲学を学んだ。
1846年10月5日、パリ外国宣教会神学校での司祭養成を開始した。1847年5月29日、24歳の時にパリで司祭に叙階された。

### 宣教活動
1847年11月18日にアンヴェール（アントウェルペン）からトンキンに向けて出港し、1848年7月6日に到着した。1848年から1851年にかけて、当地でベトナム語を学びつつ、宣教師として活動した。
1850年の春、彼は北部に向けて出発しなければならなくなり、そこで司教からソンテイで福音を伝える任務を与えられた。
1851年3月1日、ショーフラーは逮捕され、3月5日、現地人をキリスト教に改宗させた罪で有罪となった。1851年5月1日、オーギュスタン・ショーフラーはソンテイにて斬首された。28歳であった。
ショーフラー神父は処刑場に向かう道中、次のように書かれたプラカードを持たされていた。
「この者は明らかにイエスの宗教のすべてを説教した。彼の罪は明らかだ。オーギュスタン氏の首をはねて川に投げ込むように」。
オーギュスタン・ショーフラーは紅河に頭から投げ込まれ、遺体がついぞ発見されることはなかったが、群衆が遺物を求めて殺到した。彼の血に染まった草を根こそぎ採る者もいた。彼の遺体は処刑現場に埋葬された。2日後、地元のキリスト教徒らが遺体を掘り起こし、近くのキリスト教徒の村に改めて埋葬した。

## 後世への影響

### 列聖

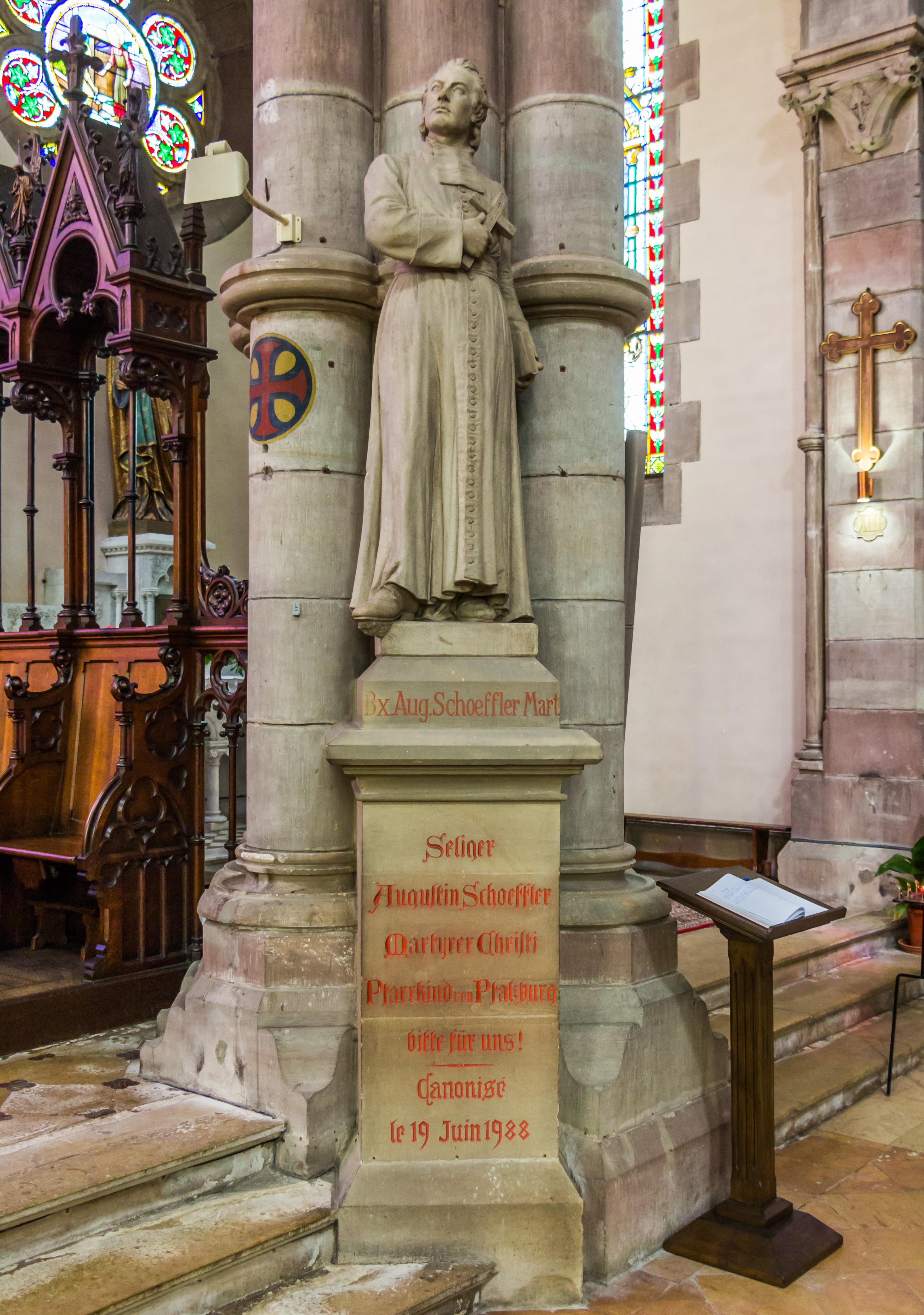
ルイ・スティエンヌ作、オーギュスタン・ショーフラーの像（ファルスブールのノートルダム・ド・ラソンプション教会）

1857年9月24日、オーギュスタン・ショーフラーは教皇ピオ9世によって尊者とされた。彼は1900年5月7日に教皇レオ13世によって列福され、1988年6月19日に教皇ヨハネ・パウロ2世によって列聖された。

### 聖遺物
2009年5月10日、ショーフラーの遺物が米国ミシガン州デトロイトの聖母被昇天の洞窟教会に設置された。この地域に居住するショーフラー家の子孫が祝賀会に出席した。

## 付記および参考文献
1. ↑  （英語） Noblet, Joseph ; Jean-Paul Berlocher (1988). An Adventurer For God. p. 46. OCLC 25134446
2. ↑   （英語） Noblet, Joseph; Jean-Paul Berlocher (1988). An Adventurer For God. p. 46. OCLC 25134446
3. ↑   （英語） Marshall, Thomas William M (1862). Christian Missions; Their Agents, Their Method, and Their Results. London Burns and Lambert. OCLC 162573014
4. ↑   （英語） Nola Cooke (June 2004). "Early Nineteenth-Century Vietnamese Catholics and Others in the Pages of the Annales de la propagation de la foi". Journal of Southeast Asian Studies 35 (2): 261–285.
5. ↑   （英語） Solemn High Mass at Grotto Tonight; Relic of St. Augustin V. Schoeffler, Te Deum Blogspot. Consulté le 25-01-2012.

## 関連事項
- テオファン・ヴェナール
- パリ外国宣教会